# Driver: Renegade
Driver: Renegade, также известная как Driver: Renegade 3D — видеоигра, разработанная Ubisoft и выпущена 30 августа 2011 года для Nintendo 3DS.

## Игровой процесс
Игра включает в себя более 20 сюжетных миссий, 84 миссии карьеры и 50 автомобилей, которые могут быть модернизированы в гараже. Игра поддерживала StreetPass.
В режиме карьеры 7 типов заданий, по 12 уровней в каждом:
- Freedom Racing — гонка к конечной точке против нескольких соперников.
- Time Attack — заезд до конечной точки на время.
- Rampage — уничтожение заданного числа вражеских машин.
- Demolition Run — уничтожение объектов и выполнение трюков, чтобы набрать заданное количество очков.
- Killing Road — кольцевые гонки по три круга.
- Afterburner — уничтожение гонщиков за как можно меньшее время.
- Elimination — кольцевые гонки, где в конце каждого круга удаляется последний участник[5].

В каждом типе заданий с каждым новым уровнем постепенно возрастает сложность: увеличивается число соперников, требуемых очков, длина маршрута.
Действие игры снова разворачивается в Нью-Йорке, как и в Driver: Parallel Lines, но с некоторыми изменениями — например, отсутствует район Бронкс.

## Сюжет
После нескольких лет секретных работ Джон Таннер хочет взять дело в свои руки, вне зависимости от закона. В коррумпированном Нью-Йорке Таннер спасает жизнь сенатора Балларда. Ему нужна помощь с борьбой против преступности. Действие игры происходит между событиями Driver и Driver 2 и является интерквелом.